# Springer Peak
Springer Peak är en bergstopp i Antarktis. Den ligger i Västantarktis. Chile gör anspråk på området. Toppen på Springer Peak är 1 460 meter över havet.
Terrängen runt Springer Peak är huvudsakligen kuperad, men österut är den platt. Trakten är obefolkad. Det finns inga samhällen i närheten. 